# Infinite Energy
Infinite Energy (Energie infinită) este o revistă bilunară americană din New Hampshire care prezintă detaliat teorii și experimente privind energii alternative. Având subtitlul The Magazine of New Energy Technology (revista noii tehnologii a energiei) a fost fondată de Eugene Mallove și este deținută de fundația non-profit New Energy Foundation. A fost fondată în 1994 sub denumirea Cold Fusion, dar și-a schimbat numele în martie 1995.